# ジブラルタルの紋章

ジブラルタルの紋章。

ジブラルタルの紋章（Coat of arms of Gibraltar）は、スペイン時代のジブラルタルにおいてイサベル1世により1502年7月10日、トレドで可決された王室の令状により承認・寄贈された。紋章はエスカッシャンで構成されており、特徴は三つの塔がある赤い城に、その下にチェーンで金色の鍵がぶら下がっている。

## 紋章の説明

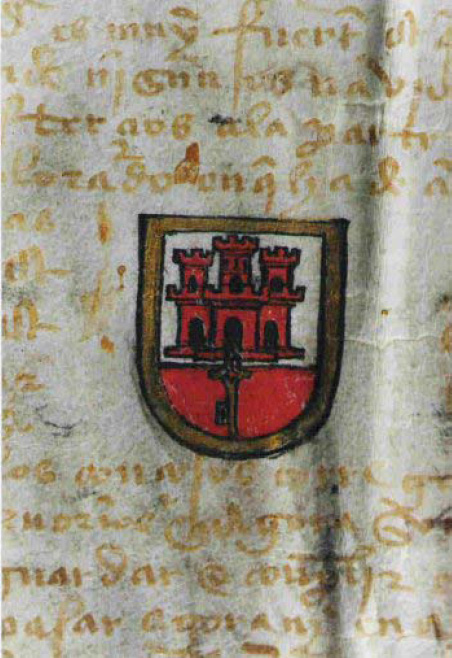
カスティーリャ女王イザベラ1世によってジブラルタルに与えられたオリジナルの紋章

紋章は王室の令状には以下のように記述されていた。
紋章の盾形の紋地に対するフェスは：
- 1部分:3分の2部分がアージェント、3つの塔がある城はギュールズ、組積みと明かり窓はセーブル。
- 2部分:3分の1部分がギュールズ、鍵はオーアで同じくオーアの鎖で城と繋がっている。

城のルーツはイサベル1世が女王で、現在のスペインである大型で重要な中世の国家カスティーリャ王国の紋章学からである。ジブラルタルに紋章を与える令状の前文には次のように記されている。
ジブラルタルがスペインないしは地中海の鍵であるという考えはスペインの征服が起源と言われる。ジブラルタルは711年にターリク・イブン・ズィヤード率いるスペイン軍によって征服された。後にターリクの配下はグラナダに定住し、その時に鍵のシンボルが用いられたと言われる。紋章には、「スペインの鍵である崇高な都市ジブラルタルの紋章」という文が添えられていた。

## 使用

ジブラルタル総督の紋章は、イギリスの国章とジブラルタルの紋章を組み合わせたものである。

今日、ジブラルタル自治政府で使用される公式の紋章はモットーに「Montis Insignia Calpe（意：ジブラルタルの岩の紋章）」と描かれ1779 - 1783年の間に行われたジブラルタル包囲戦を記念して1836年に紋章院より認められた。この紋章はイギリスの海外領土で使用されている最古の紋章であり、イギリス帝国政権時代以前の唯一の紋章であるという点で独特である。
この紋章はジブラルタルの岩の前を帆船が通っているイメージが描かれているジブラルタルの印章とは違う。いつこのイメージが作られたかはわかっていない。1982年にジブラルタルの旗においてこの紋章が使用された。ジブラルタル総督の旗にもこの紋章は使用されている。ジブラルタル総督の紋章は、イギリスの国章を基としながらジブラルタルの紋章を特徴とするバッジを組み合わせたものとなっている。

## バリエーション

ジブラルタルの紋章によく似たサン・ロケの紋章

ジブラルタルの紋章と非常に似た紋章がスペインのサン・ロケで使用されており、重要な紋章の要素（城と鍵のエスカッシャン）は同じで、クラウンは古のスペイン王室の物に変更されている。
1704年にジブラルタルはスペイン王位継承者の一人カールに代わってイングランド・オランダ・オーストリア連合軍によって占領された。市議会と人口の大半は、ジブラルタルの西にある既存のサン・ロクス礼拝堂の近くに新しい町を設立した。
紋章を寄贈する旨の1502年の王室の令状はジブラルタルの基準と記録とともに市議会によってサンロケに持ち込まれた。現在はサンロケの記録保管所に保管されている。1706年に成立となったその新しい町はフェリペ5世が「カンポに住む私の都市ジブラルタル」と述べた後、その新しい町を「スペインのジブラルタル」と称した。このことからその新しい町、サン・ロケは1502年に贈られた古い紋章を使用しているのである。

スペインの支配下にあった地域であるカンポ・デ・ジブラルタルの紋章。

2015年、カンポ・デ・ジブラルタル（カディス県）は新しい紋章と旗を採用した。この新しい紋章は、ジブラルタルの紋章の要素を持っており、コモンウェルスのムニシピオを表す7つの緑の星、社会組織の色である等しく水平なストライプ（緑か紫）、オーアのボーデュアには「PRO GEOGRAPHIA, HISTORIA ET VOLUNTATE CONIVNCTI（意：連合の地理、歴史、意志）」と書かれている。クレストはスペイン王室の王冠である。